# Southbya
Southbya es un género de musgos hepáticas de la familia Arnelliaceae. Comprende 7 especies descritas y de estas, solo 4 aceptadas.

## Taxonomía
El género fue descrito por Richard Spruce y publicado en Annals and Magazine of Natural History, ser. 2 3: 501. 1849. La especie tipo es: Southbya tophacea (Spruce) Spruce	

## Especies aceptadas
A continuación se brinda un listado de las especies del género Southbya aceptadas hasta diciembre de 2014, ordenadas alfabéticamente. Para cada una se indica el nombre binomial seguido del autor, abreviado según las convenciones y usos.	
- Southbya hyalina (Lyell) Husn.
- Southbya nigrella (De Not.) Henriq.
- Southbya organensis Herzog
- Southbya tophacea (Spruce) Spruce